# Taux de reflux
En rectification, le taux de reflux est le rapport volumique entre le liquide réinjecté dans la colonne (reflux) et le liquide pur soutiré (distillat).
Dans la colonne de rectification, le contact entre la phase gazeuse et la phase liquide permet les transferts de matière qui ont lieu lors de la concentration des produits volatils ou légers dans la phase gazeuse et des produits lourds dans la phase liquide. Afin d'assurer un contact maximum qui permet une séparation optimale, une quantité suffisante de liquide doit être présente pour recouvrir la surface de contact disponible dans la colonne. Le taux de reflux est un paramètre ajustable qui permet de contrôler cette quantité de liquide.